# Veine vertébrale
La veine vertébrale est formée dans le trigone suboccipital, à partir de nombreux petits affluents qui jaillissent des plexus veineux vertébraux internes et sortent du canal vertébral au-dessus de l'arc postérieur de l'atlas.

## Trajet
Ces affluents s'unissent avec de petites veines des muscles profonds à la partie supérieure de l'arrière du cou et forment un vaisseau qui pénètre dans le foramen dans le processus transversal de l'atlas. La veine vertébrale descend et forme un plexus dense autour de l'artère vertébrale dans le canal formé par le foramen transverse des six vertèbres cervicales supérieures.
Sur le côté droit, elle traverse la première partie de l'artère subclavière.

## Terminaison
Ce plexus se termine par un seul tronc qui émerge du foramen transverse de la sixième vertèbre cervicale, et s'ouvre à la base du cou dans la partie arrière de la veine brachiocéphalique près de son origine, son ouverture étant gardée par une paire de valves.
Elle reçoit également la veine vertébrale antérieure, des veines musculaires et la veine cervicale profonde, et s'anastomose avec les veines spinales.

## Galerie

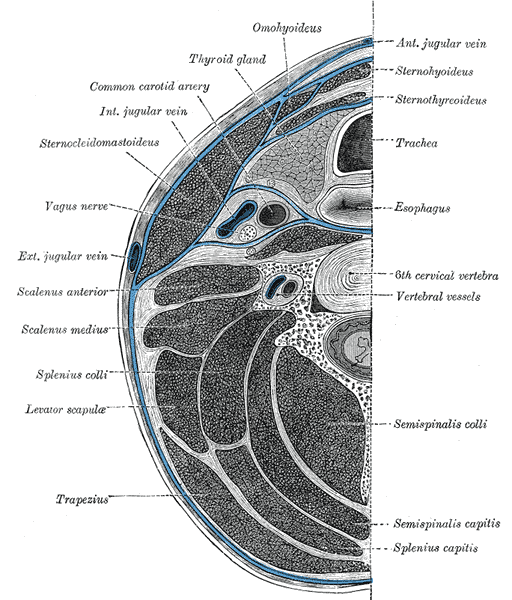
Section du cou à peu près au niveau de la sixième vertèbre cervicale.